# Острогорское (Николаевская область)
Острогорское (укр. Острогірське) — село в Первомайском районе Николаевской области Украины.
Основано в 1795 году. Население по переписи 2001 года составляло 288 человек. Почтовый индекс — 56341. Телефонный код — 5135. Занимает площадь 1,108 км².

## Местный совет
56341, Николаевская обл., Первомайский р-н, с. Новопавловка, ул. Ленина, 30

## История
В 1946 г. Указом ПВС УССР село Грациановка переименовано в Острогорск.